# Martí Zacaries
Martí Zacaries (en italià Martino Zaccaria) va ser senyor de Focea, Quios i altres illes. Formava part de la important família de comerciants dels Zaccaria.
A la mort de Benet II Paleòleg Zaccaria, primer senyor de Quios el 1314, el van succeir conjuntament els seus fills Martí i Benet III Zacaries (Benedetto III Zaccaria). L'illa de Quios depenia teòricament de l'Imperi Romà d'Orient però la família en tenia una concessió que renovava cada cinc anys a partir del 1314.
Martí Zacaries es va distingir pels seus èxits contra els turcs en la defensa dels territoris cristians de l'Egeu. Hauria mort o capturat durant la seva carrera a més de 10.000 turcs. El 1319 va enviar una petita flota per donar suport a l'Orde de Sant Joan de Jerusalem durant la batalla de Quios.
Es va casar amb una de les filles de Bartolomeo Ghisi, gran contestable de Morea que era canceller de Tebes i posseïa un terç d'Eubea i la senyoria de Tinos, Mikonos i les Esporades septentrionals. A més va obtenir la Baronia de Calandritsa d'Aimon de Rans, cavaller que l'havia rebut de Lluís de Borgonya a l'extinció de la casa de Tremblay. En segones noces es va casar amb Jacqueline de la Roche, hereva de la branca més jove de la Família de la Roche, de la casa dels ducs d'Atenes que li va aportar les baronies de Veligosti a Messènia i de Damala a l'Argòlida.
El 26 de juny de 1315 Martí va rebre de Felip I de Tàrent, príncep d'Acaia i teòric emperador, el títol de "Rei i dèspota de l'Àsia Menor" amb Quios, Œnusses, Imbros, Tenedos, Lesbos, Samos, Icària, Cos i els castells de Damala i Kalanutza suposats feus llatins. Això va provocar l'hostilitat de l'emperador romà d'Orient.
El 1317 Martí va conquerir Esmirna i el 1318 va aconseguir imposar un dret de passatge als vaixells comercials turcs, després d'una victòria militar. Benedetto III va ser invitat a retirar-se del poder a canvi d'una pensió.
El 1319 van rebre la investidura imperial de Felip de Constantinoble. El feu comprenia a més de Quios, Tenedos, Samos, Marmora, Lesbos i els ports de Focea administrats amb el càrrec de governadors per l'altra branca familiar. El rei de França li va donar el títol reial i el dret hereditari a mascles i femelles "utriusque sexus"
Benedetto III va cridar l'emperador en ajut en no poder resistir la pressió per retirar-se (1324) i l'emperador ho va aprofitar. El 1328, el nou emperador Andrònic II Paleòleg va decidir recuperar Quios, al final del contracte d'arrendament de cinc anys que s'havia renovat el 1324. Aprofitant la queixa de Benedetto i la insubordinació de Martí, a la tardor de 1329 va atacar amb una flota de 105 vaixells, recolzats per una revolta que havia promogut entre els grecs de Quios. Martí va caure presoner i va ser portat a Constantinoble i tancat a la presó. La seva dona i els seus fills Bartolomeo i Centurió, van poder comprar la seva vida i se'ls va permetre abandonar l'illa. La flota romana d'Orient es va presentar a Focea on Andreolo Cattaneo va haver de jurar fidelitat. Andreolo va morir el 1331 i el va succeir el seu fill Domenico Cattaneo, el darrer governador, ja que el 1334 Focea (les dues) van ser ocupades pels romans d'Orient.
Martí va ser finalment alliberat l'any 1341 i el 1343 va rebre el comandament de la croada contra Umar Beg Baha ad-Din Ghazi emir d'Aidin. El 1344 els croats van ocupar Esmirna i va prendre possessió dels seu govern. Martí volia aprofitar aquesta plaça per reconquerir Quios però durant una missa a la catedral de la ciutat va ser capturat pels turcs i decapitat en públic, el 15 de gener de 1345, i van portar el seu cap a l'emir Umar Beg Baha. El va succeir com a comandant Simone Vignoso que el 1346 es va presentar a Quios i va prendre possessió de l'illa en nom de Gènova.
El fill gran de Martí, Bartolomeo havia mort el 1334 i l'altre, Centurió, va heretar els feus de Morea (la baronia de Calandritsa) que va mantenir fins a la mort.